# 默兹河畔蒙蒂尼
默兹河畔蒙蒂尼（法語：Montigny-sur-Meuse，法語發音：[mɔ̃tiɲi syʁ møz]）是法国大東部大區阿登省的一个市镇，属于沙勒维尔-梅济耶尔区。

## 地理
默兹河畔蒙蒂尼（50°2'57"N, 4°43'18"E）面积8.1 平方千米，位于法国大東部大區阿登省，该省份为法国北部内陆省份，西接埃纳省，南至马恩省，东临默兹省，北与比利时接壤。
与默兹河畔蒙蒂尼接壤的市镇（或旧市镇、城区）包括：费潘、艾布、维勒莫兰、维勒瓦勒朗。

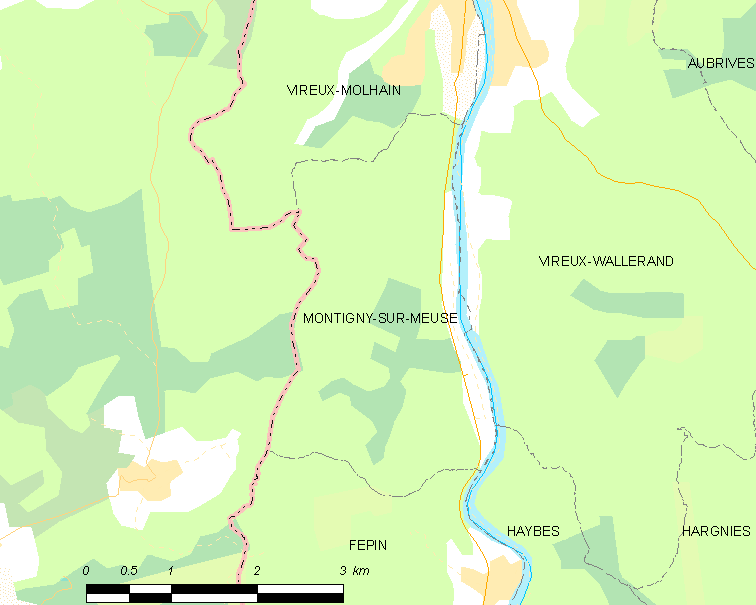
默兹河畔蒙蒂尼的OSM定位图

默兹河畔蒙蒂尼的时区为UTC+01:00、UTC+02:00（夏令时）。

## 行政
默兹河畔蒙蒂尼的邮政编码为08170，INSEE市镇编码为08304。

## 政治
默兹河畔蒙蒂尼所属的省级选区为勒万县。

## 人口

1962-2008年间默兹河畔蒙蒂尼人口变化图示

默兹河畔蒙蒂尼于2022年1月1日时的人口数量为77人。